# 1559

## Родени
- Катерина Наварска, кралица на Навара
- Чиголи, художник

## Починали
- 1 януари – Кристиан III, крал на Дания и Норвегия (р. 1503 г.)
- 10 юли – Анри II, френски крал
- 18 август – Павел IV, римски папа